# Distretto di Panna
Il distretto di Panna è un distretto del Madhya Pradesh, in India, di 854 235 abitanti. È situato nella divisione di Sagar e il suo capoluogo è Panna.